# PowerDesigner
O PowerDesigner (literalmente do inglês designer forte) é um software produzido pela empresa americana Sybase que permite aos usuários suportar algumas fases e tarefas de processo de desenvolvimento de software ou
sistemas de informação.
Segundo a Gartner, a quota de mercado de ferramentas CASE para modelagem de dados que pertence ao PowerDesigner foi 39% em 2002.
Em suma, o PowerDesigner é ferramenta CASE integrada, colaborativa e o líder do mercado.

## História
O PowerDesigner começou vida como o AMC*Designor na França e como S-Designor no mundo. Inicialmente, o autor do aplicativo foi Xiao-Yun Wang da empresa de SDP Technologies. Interessante que "or" no nome do aplicativo refere-se à palavra "Oracle" porque inicialmente o produto foi desenhado para bancos de dados Oracle, mas desenvolveu rapidamente para suportar todos os mais populares SGBD no mercado. A SDP Technologies foi uma empresa francesa que começou em 1983 e adquirida pela Powersoft em 1985. Mais tarde Sybase adquiriu Powersoft em 1995. Pouco depois da aquisição, o produto foi renomeado para ser consistente com a marca Powersoft, isto é, o PowerDesigner e o PowerAMC (a versão francesa).

## Fases, tarefas e modelos
Dependendo do pacote de distribuição, o PowerDesigner suporta as seguintes
fases e modelos de processo de desenvolvimento:
- Modelagem de processos . Esse modelo chamado Business Process Model ou BPM (arquivos .BPM) que em português significa Modelo de Processos de Negócio é especificação visual de stakeholders e/ou usuários, seus atividades e zonas de responsabilidade.

- Analise de requisitos 
  - Especificação de requisitos em forma de texto graças ao Microsoft Word plugin
  - Modelagem de casos de uso

- Arquitetura de software . Esse modelo chamado Object-Oriented Model ou OOM (arquivos .OOM) que em português significa Modelo Orientado a Objetos é especificação visual  de arquitectura de software:
  - Modelagem de estrutural e modelagem de interação em notação UML
  - Geração de código das linguagens de programação como Java, C++, C#, etc.

- Arquitetura de dados . Desenvolvimento de arquitectura de dados e também algum suporte para programação de bancos de dados:
  - Modelagem de dados incluindo os seguintes modelos: Modelo Conceitual (CDM), Modelo Lógico (LDM) e Modelo Físico (PDM)
  - Geração de código de SQL para SGBD relacionais como Oracle Database, SQL Server, MySQL, PostgreSQL, etc.

- Controle de versões para modelos graças à extensão chamado Sybase Repository como parte de gerência de configuração de software.

- Geração de vários tipos de relatórios baseados nos modelos.

## Notações e padrões
Dependendo do pacote de distribuição, o PowerDesigner suporta as seguintes notações e padrões de modelagem:
- BPMN (do inglês: Business Process Modeling Notation)
- IDEF1X e IE para modelagem de dados
- UML 2.0

## Interface do usuário
A interface gráfica do PowerDesigner usando os seguintes princípios gerais:
- há a janela principal da aplicação e umas janelas redutíveles. A mesma abordagem é amplamente utilizada em diversas ambientes de desenvolvimento como Eclipse e Visual Studio.
- dockable barras de ferramentas e paleta de objetos (por exemplo, ator, classe, interface, associação, tabela, relação, pacote, etc.)
- vista de árvore com nós do vários tipos como projetos e modelos (modelos de processos, modelos de dados, modelos orientados a objetos).
- nas listas de objetos, onde o usuário pode ordenar a lista por propriedade de objeto (por exemplo, nome lógico, nome físico, etc.).

A interface gráfica e o sistema do ajuda do PowerDesigner suportam somente versões de idioma inglesa e francesa (nesse caso é chamado de PowerAMC).

## Concorrentes principais
Existem outros ferramentas CASE integradas que suportam múltiplas fases de processo
de desenvolvimento em uma única ferramenta:
- Oracle Designer